# Gągławki
Gągławki [ɡɔnˈɡwafki] (deutsch Ganglau) ist eine Siedlung in der Gmina Stawiguda (Landgemeinde Stabigotten) in der polnischen Woiwodschaft Ermland-Masuren. Sie liegt fünf Kilometer zwölf Kilometer südlich von Olsztyn (Allenstein).

## Geschichte

### Gut Ganglau (bis 1928)

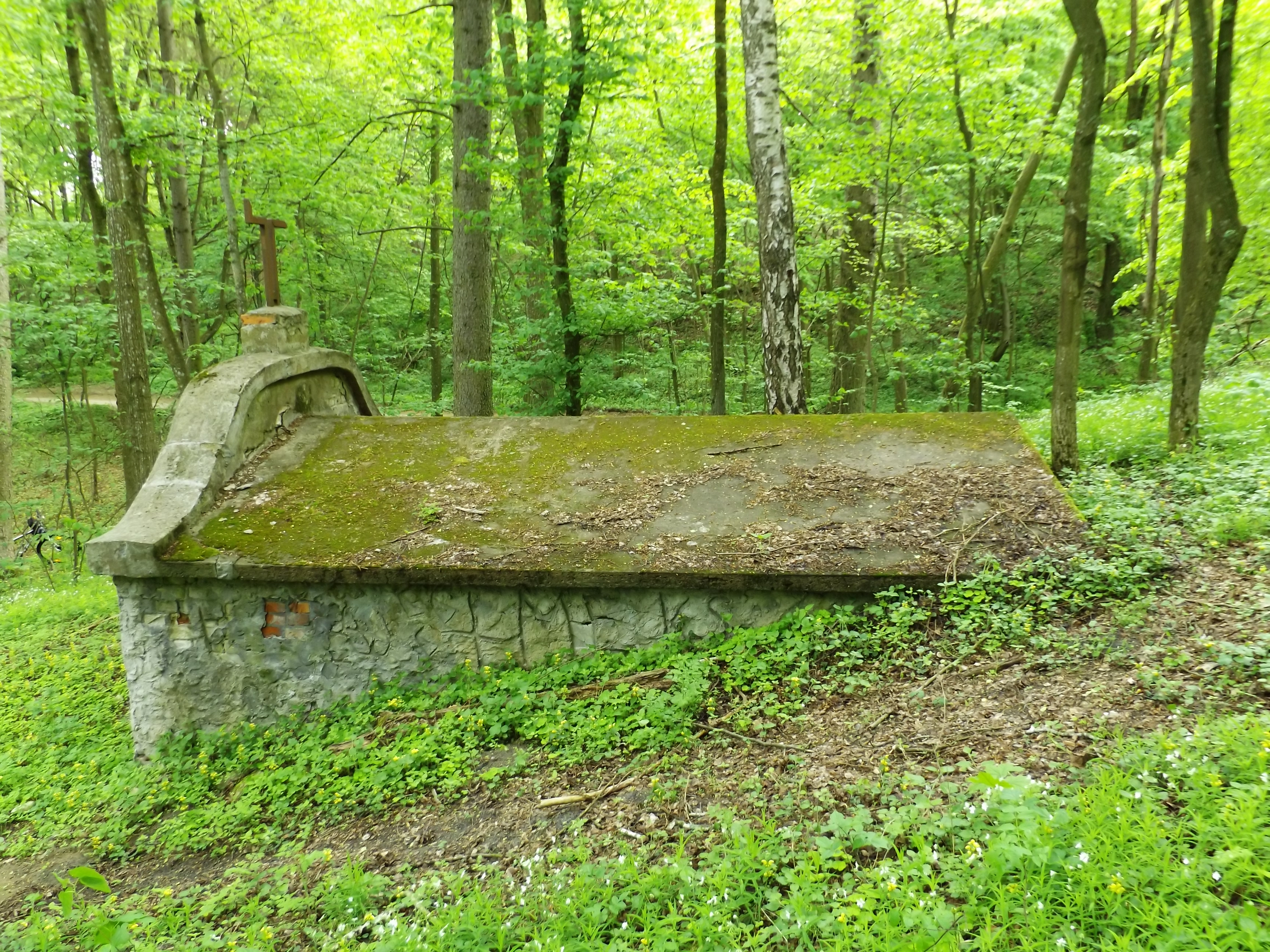
Familiengruft im Wald bei Gągławki

1348 verlieh der Bischof Hermann von Liebenstein ein Gebiet von 10 Hufen in Ganglau mit Preußischem Recht. 1538 kaufte Johann von Tappelbude das Gut, das Domkapitel änderte das bisherige Preußische Recht in Magdeburgisches Recht um. Am 12. März 1738 werden Siegmund Kalnassy und dessen Frau Anna Besitzer des Gutes. Gegen Zahlung von 3000 Gulden änderte das Domkapitel das Magdeburgische Recht von Ganglau in Kulmisches Recht um. Das standschaftsfähige Rittergut hatte 1857 78 Einwohner, 680 Morgen Ackerland, 260 Morgen Wiesen und 200 Morgen Wald. Besitzerin war Marie von Kaminsky. Zuständige Poststation war Allenstein.
Das Gut Ganglau war bis 1928 (86 Einwohner) ein Gutsbezirk im Kreis Allenstein in Ostpreußen und gehörte von 1874 bis 1945 zum Amtsbezirk Kellaren (polnisch Kielary). Am 17. Oktober 1928 erfolgte die Umwandlung des Gutsbezirks in eine Landgemeinde. Wohnplätze von Ganglau waren 1931: Ganglau Bahnhof, Ganglau Forst (bis 1930 Gradda, polnisch Grada) und Neu Gradda. Rittergutsbesitzer war bis zu seinem Tode 1913 Generalleutnant Fedor von Bercken. 

#### Abstimmung 1920
Aufgrund der Bestimmungen des Versailler Vertrags stimmte die Bevölkerung im Abstimmungsgebiet Allenstein, zu dem Stabigotten gehörte, am 11. Juli 1920 über die weitere staatliche Zugehörigkeit zu Ostpreußen (und damit zu Deutschland) oder den Anschluss an Polen ab. In Stabigotten stimmten 40 Einwohner für den Verbleib bei Ostpreußen, auf Polen entfielen keine Stimmen.

### Landgemeinde Ganglau (1928–1945)
Ab dem 17. Oktober 1928 war Ganglau eine Landgemeinde Am 1. Dezember 1930 wurden Teile des Gutsbezirks Ramucker Heide und ein Anteil des Kreises Allenstein (Seeparzelle des Brczesdannek-Sees mit 0,6741 ha) nach Ganglau eingegliedert.
In Kriegsfolge kam Ganglau 1945 mit dem gesamten südlichen Ostpreußen zu Polen. Das Dor erhielt die polnische Namensform „Gągławki“ und ist heute eine Ortschaft im Verbund der Landgemeinde Stawiguda (Stabigotten) im Powiat Olsztyński (Kreis Allenstein), bis 1998 der Woiwodschaft Olsztyn, seither der Woiwodschaft Ermland-Masuren zugehörig. Im Jahre 2011 zählte Gągławki 276 Einwohner.

## Kirche
Bis 1945 war Ganglau in die evangelische Kirche Allenstein in der Kirchenprovinz Ostpreußen der Kirche der Altpreußischen Union, außerdem in die römisch-katholische Kirche (Groß) Bertung (polnisch Bartąg) im damaligen Bistum Ermland eingepfarrt.
Heute gehört Gągławki evangelischerseits zur Christus-Erlöser-Kirche Olsztyn (Allenstein) in der Diözese Masuren der Evangelisch-Augsburgischen Kirche in Polen, katholischerseits zur Pfarrei Bartąg im jetzigen Erzbistum Ermland.

## Verkehr

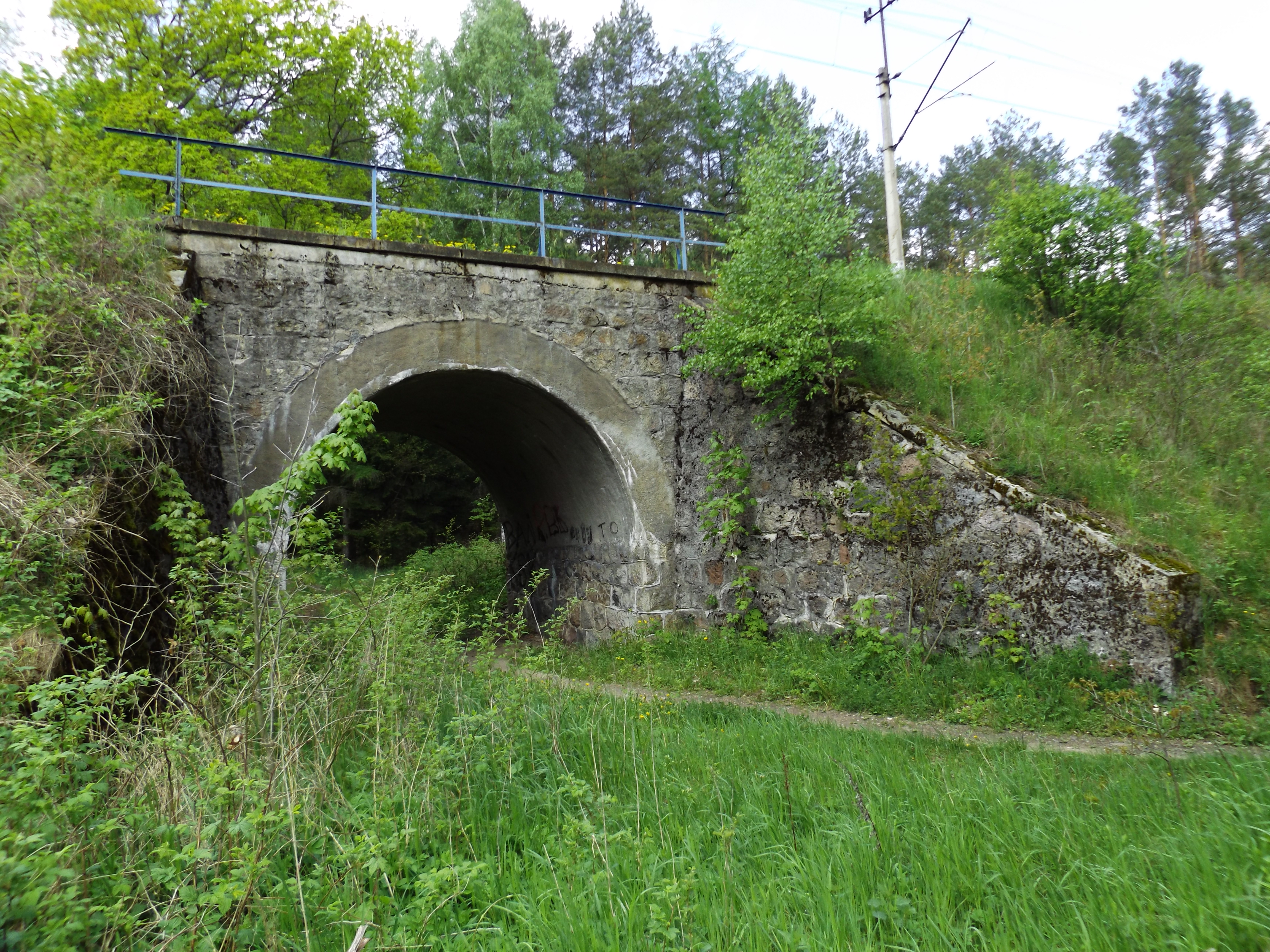
Eisenbahnbrücke bei Gągławki

### Straße
Gągławki ist der Endpunkt einer Nebenstraße, die in der Stadt Olsztyn (Allenstein) von der Woiwodschaftsstraße 598 abzweigt und durch den Stadtteil Olsztyn-Jaroty und das Dorf Jaroty (Jomendorf) über Bartąg ((Groß) Bertung) führt.

### Schienen
Gągławki ist Bahnstation an der PKP-Linie 216: Działdowo–Olsztyn. Der Bahnhof liegt 1,5 Kilometer südwestlich des Dorfes bei Grada (Ganglau Forst).

## Persönlichkeit
- Fedor von Bercken (1837–1913), preußischer Generalleutnant und Gutsbesitzer aus Ganglau (hier verstorben am 25. Dezember 1913)
- Josef Graw (1854–1929), deutscher Politiker (Zentrum) (in Ganglau verstorben am 16. Juni 1929)